# Eletric Koll-Aid
Eletric Kool-Aid foi o terceiro álbum de Madame Mim.

## Faixas
1. Helado de Limon
2. Bla Bla Bla
3. Electric Kool - Iron Maiden
4. Chikas
5. Corazon Apretado
6. Caca Culo Pedo Pis
7. Festa de Aniversário (Fiesta de Cumpleaños)
8. Papa Destroy (Papa T´Es Plus Dans L´Coup)
9. Ultra
10. Separo
11. Party Cumbia
12. Ultra- Preñada Remix (Cumbia de la Jungla) X Fauna
13. Chikas Remix (Electro Mexican Beat) X Dj All

## Referência
- Vidal, J. (2007). Overmundo - Madame Mim lança "Electric kool-aid" no Rio <http://www.overmundo.com.br/guia/madame-mim-lanca-electric-kool-aid-no-rio-1>. Acessado em 27 de maio de 2008.